# Schlacht bei Sablat
Pilsen – Vražda – Sablat – Weißer Berg – Mingolsheim – Wimpfen – Höchst – Fleurus – Stadtlohn
Die Schlacht von Sablat (auch Schlacht von Netolitz genannt) fand während des Dreißigjährigen Krieges am 10. Juni 1619 sieben Kilometer östlich von Wodnian im Gebiet zwischen den Dörfern Groß und Klein Sablat in Böhmen statt.
Die Schlacht zwischen den protestantischen Truppen unter Ernst Graf von Mansfeld und den Kaiserlichen unter General Bucquoy endete mit dem Sieg der Truppen Ferdinands II. Bucquoy zwang Mansfeld, der sich auf dem Weg nach Budweis befand, bei dem Dorf Sablat zur Schlacht. Mansfeld erlitt eine schwere Niederlage und verlor seine Streitmacht bis auf 150 Mann sowie seine gesamte Equipage. Die Böhmen mussten daraufhin die Belagerung von Budweis abbrechen. Mansfeld blieb in der Folgezeit recht inaktiv und bot seine Dienste auch dem Kaiser an.